# Jana Menclová
Jana Menclová, coniugata Stibůrková (Praga, 20 agosto 1959), è un'ex cestista cecoslovacca.

## Carriera
Con i Cecoslovacchia ha disputato tre edizioni dei Campionati europei (1978, 1981, 1983).